# Георг Меєр (льотчик)
Георг Меєр (нім. Georg Meyer; 11 січня 1893, Бремен — 15 вересня 1926, Магдебург) — німецький льотчик-ас, лейтенант Прусської армії.

## Біографія
Вступив в Прусську армію в 1911 році, служив у піхотному полку №75, а з початком Першої світової війни потрапив в Гвардійську резервну дивізію.
Отримавши переведення в авіацію 1 лютого 1916 року, літав з 18 серпня 1916 року на розвідниках у 69-му льотному дивізіоні, що діяв на Македонському фронті, а потім — в 253-му льотному дивізіоні на Західному фронті. Разом зі своїм спостерігачем, оберлейтенантом Гарльг'янцем, Георг Меєр здобув свою першу перемогу в лютому 1917 року. Незабаром після цього він пройшов підготовку на винищувача і у квітні 1917 року був направлений у 22-гу винищувальну ескадрилью. Йозеф Якобс, який перейшов в 7-му винищувальну ескадрилью, 2 серпня 1917 року забрав Меєра до себе в ескадрилью, де той продовжив шліфування льотної майстерності.
25 березня 1918 року Меєр був переведений в 37-му винищувальну ескадрилью і 14 квітня став її командиром (перебував на цій посаді до кінця війни). Рахунок перемог льотчика почав стрімко зростати з червня, коли ескадрилья здобула нові винищувачі Fokker D.VII. Меєр був легко поранений 14 жовтня 1918 року, але залишився в ескадрил
Всього за час бойови дій здобув 24 перемоги (з них 6 аеростатів), ще 3 перемоги (2 літаки і аеростат) залишились непідтвердженими.
Загинув у мотоциклетній катастрофі.

## Нагороди
- Залізний хрест 2-го і 1-го класу
- Нагрудний знак військового пілота (Пруссія)
- Ганзейський хрест (Бремен)
- Королівський орден дому Гогенцоллернів, лицарський хрест з мечами
- 2 інші ордени

5 листопада 1918 року був представлений до нагородження орденом Pour le Mérite, проте через Листопадову революцію не встиг його отримати.